# José Laureano de Sanz y Posse
José Laureano de Sanz y Posse   (Alcalá de Henares, 4 de febrer de 1819 - Madrid, 22 de desembre de 1898), Marquès de San Juan de Puerto Rico, fou un militar espanyol, governador de Puerto Rico en dos períodes.
En el primer període com a governador de Puerto Rico, de 1868 a 1870, va restituir el dret dels porto-riquenys a triar diputats a les Corts Espanyoles i va implantar la Guàrdia Civil. També va suprimir les milícies disciplinades i va perseguir i empresonar als separatistes. En l'administració pública, va promocionar un sistema telegràfic, va reforçar el servei de correus, va establir una escola d'agricultura, va gestionar la construcció de ponts metàl·lics sobre el Riu Portuguès de Ponce, el Riu Cagüitas de Caguas i el Yagüez de Mayagüez. Va reparar i construir les alcaldies de diversos municipis.
En el segon període, de 1874 a 1875, va eliminar la Junta de Foment, va derogar l'article primer de la Constitució Espanyola que protegia els drets individuals dels seus súbdits, va suprimir la Diputació Provisional, va clausurar l'Institut Civil de Segon Ensenyament, va prohibir les associacions polítiques i va exercir una estricta censura. També va restablir la loteria, va gestionar el pagament d'indemnitzacions als posseïdors d'esclaus, va autoritzar la construcció de l'aqüeducte de Ponce i la de diverses carreteres i ponts, va restaurar esglésies de diversos pobles i va concloure l'estesa de circumval·lació del telègraf.